# Adolphe Bosc
Pour les articles homonymes, voir Bosc.
Adolphe Bosc est un homme politique français né le 11 février 1827 à Nîmes (Gard) et décédé le 18 janvier 1882 dans la même ville.

## Biographie
Il fait des études de droit puis s'inscrit au barreau de Nîmes. Il est nommé sous-préfet d'Uzès par le gouvernement de la Défense nationale, en 1871. Se présentant sur la liste républicaine aux élections législatives de 1871, il n'est pas élu député; il ne le devient qu'après le décès d'Augustin-Gédéon Mallet, à la faveur d'une élection partielle organisée en février 1879. À la Chambre, il siège à l'extrême-gauche. Il est réélu en 1881 face à Georges Bonnefoy-Sibour, mais meurt quelques mois plus tard.
Il est le père de Jean Bosc.

## Sources
- « Adolphe Bosc », dans Adolphe Robert et Gaston Cougny, Dictionnaire des parlementaires français, Edgar Bourloton, 1889-1891 [détail de l’édition]
- « Adolphe Bosc », dans le Dictionnaire des parlementaires français (1889-1940), sous la direction de Jean Jolly, PUF, 1960 [détail de l’édition]
- « Bosc (Jacques-Adolphe) », dans Dictionnaire biographique du Gard, Paris, Flammarion, coll. « Dictionnaires biographiques départementaux » (no 45), 1904 (BNF 35031733), p. 89.